# Yannick Vu
Marie-Claire Yannick Vu (Montfort-l'Amaury, Yvelines, Illa de França (27 d'agost de 1942) és una pintora i escultora d'origen vietnamita, nacionalitzada britànica. Era filla de Vu Cao Dam, conegut pintor vietnamita de l'impressionisme, nacionalitzat francès.
Està casada amb el també artista Ben Jakober.
En 1962 va començar a exposar a Paris. Des de 1993 treballa en conjunt amb el seu espòs. Des de llavors, el matrimoni va fundar la Fundació Ben Jakober Museo Sa Bassa Blanca, per tal de conservar i restaurar obres de l'herència històrica espanyola i promoure les arts en general. La Fundació ha exposat a Alemanya, Anglaterra, Itàlia o França.
El 1998 va obtenir el Premi Ramon Llull.
El 26 de juliol de 2008 la seva fundació rebé la medalla d'Or de la Ciutat d'Alcúdia de mans del batlle, Miquel Ferrer Viver. La cerimònia es va celebrar a la seu de la seva fundació.
La seva obra, és l'expressió més autèntica de la introspecció, de la reflexió, de la confrontació entre les forces dels vells mites que de sempre han mogut el món del Mediterrani i de l'Orient enllà. Crea espais entre la realitat i el somni, amb paratges de costa carregats de malenconia i misteri, i amb nens d'ulls trists i badats que miren amb calma intrigant.
Ha col·laborat en catàlegs de diferents exposicions com:
Gnoli (1990)
Llista d'exposicions de la Col·lecció "Nins"
- Nins: del Rei Nin al Nin rei, Centre Cultural de la Misericòrdia, Palma, febrer-març 1991
- Nins: la Història dels més Petits, Torre dels Enagistes, Manacor, 14 octubre-5 novembre 1995; Centre Cultural, Felanitx, 23 desembre 1995-14 gener 1996; Sa Quartera, Inca, 2-25 febrer 1996; "Sa Nostra", Sa Pobla, 3-25 abril 1996
- Nins: Retratos de Niños de los Siglos XVI-XIX, Museo de Bellas Artes, València, 22 juny-setembre 2000
- Nins: Retratos de Niños de los Siglos XVI-XIX, Centre Cultural de la Mercè, Burriana, 2000
- Nins: Retratos de Crianças dos Séculos XVI ao XIX, Fundação Armando Alvares Penteado, Museu de Arte Brasileira-MAB, São Paulo, 18 octubre-5 desembre 2000
- Kleine Prinzen. Kinderbilnisse vom 16. bis 19. Jahrhundert aus der Fundación Yannick y Ben Jakober, Kunst und Ausstellungshalle der Bundesrepublik Deutschland, Bonn, 3 octubre 2003-4 gener 2004
- Principiños. Retratos de Nenos dos Séculos XVI ao XIX, Museo de Belas Artes da Coruña, A Coruña, 18 febrer-16 maig 2004
- Golden Children. Four Centuries of European Portraits, Frist Center for the Visuals Arts, Nashville, Tennessee, 24 setembre 2004-2 gener 2005
- Golden Children, State Historical Museum, Moscou, 15 desembre 2005-2 abril 2006
- Great Expectations. Aristocratic Children in European Portraiture, Columbus Museum of Art, Columbus, Ohio, 15 febrer - 8 juny 2008.
- Great Expectations. Aristocratic Children in European Portraiture, Huntsville Museum of Art, Huntsville, Alabama, 7 novembre 2008 - 2 gener 2009.
- Great Expectations. Aristocratic Children in European Portraiture, The Society of the Four Arts, Palm Beach, Florida, 23 gener - 1 març 2009.
- Facing Destiny: Children in European Portraiture (1500-1900), Nassau County Museum of Art, Roslyn Harbor, New York, 29 març- 25 maig 2009.
- Von Engeln & Bengeln: 400 Jahre Kinder im Porträts, Kunsthalle Krems, Austria, 6 març – 3 juliol 2011 (amb obres d'altres museus).
- Golden Children. 16th -19th Century European Portraits, Pera Museum, Estambul, 12 octubre 2012 – 6 gener 2013.
- Príncipes y Granujas, Cultural Cordón, Caja de Burgos Obra Social, Burgos, 12 febrer – 28 abril 2013.
Col·lecciona retrats de nins dels segles XVI-XIX a la seva fundació.
Entre els seus amics destaquen: Robert Graves, Mati Klarwein, Caterine Milinaire, Donald Cammel, Mario Schifano, Achille Bonito Oliva, Rebeca Horn, Fabrizio Plessi.